# Черноротки
Черноротки (лат. Melanostoma) — род мух-журчалок из подсемейства Syrphinae.

## Внешнее строение
Виды рода Melanostoma похожи на представителей рода Platycheirus, отличаясь двулопастными сурстилями гениталий самцов и наличием узкого метастернума у самцов и самок. Глаза голые. Усики сильно варьируют в окраске от тёмно-коричневого до жёлтого цвета. Щиток черноватый, блестящий. Крылья покрыты микротрихиями. Крылья самок длиннее, чем у самцов. У самцов брюшко с параллельными краями, у самок, как правило, овальное.

## Биология
О биологии видов рода мало известно, однако известно, что личинки являются хищниками, охотящимися на более мелких насекомых, живущих в опавшей листве. Вид Melanostoma mellinum (Linnaeus, 1758) питается 32 видами тлей. Яйца откладывают небольшими партиями, которые вылупляются на 2-7 день после откладки. Продолжительность развития личинок составляет от 10 от 31 дня.

## Классификация
Долгое время некоторых представителей рода Melanostoma рассматривали в составе рода Platycheirus, а некоторые специалисты не рассматривали Melanostoma, как отдельный род. Современный самостоятельный статус рода определился в 1970-х годах. На основании молукулярно-генетических и сравнительно-морфологических исследований в 2014 году описан вид Melanostoma certum Ståhls, Haarto, 2014 и виды Melanostoma dubium (Zetterstedt, 1838), Melanostoma clausseni Barkalov, 2009 и Melanostoma tschernovi Barkalov, 2009 сведены в синонимы типовому виду Melanostoma mellinum (Linnaeus, 1758). Виды Melanostoma pumicatum (Meigen, 1838) и Melanostoma fimbriatum (Loew, 1838) перенесены в род Platycheirus.

### Виды родаMelanostomaфауныПалеарктики
- Melanostoma boreomontanum Mutin, 1986
- Melanostoma certum Ståhls, Haarto, 2014[4]
- Melanostoma incompletum Becker, 1908
- Melanostoma mellinum (Linnaeus, 1758) — Журчалка медовая[9] typus
- Melanostoma mellarium  (Meigen, 1822)[4]
- Melanostoma scalare (Fabricius, 1794)
- Melanostoma orientale (Wiedemann, 1824)
- Melanostoma wollastoni  Wakeham-Dawson, Franquinho-Aguiar, Smit, McCullough and Wyatt, 2004[10]